# Bigeminismo
Il Bigeminismo (dal latino: bi due e gemini gemelli)  indica l'aritmia del cuore nella quale vi è un regolare alternarsi di intervalli lunghi e brevi tra i battiti cardiaci. Più di frequente ciò è dovuto al succedersi di extrasistoli (o battiti prematuri) dopo ciascun battito sinusale normale.

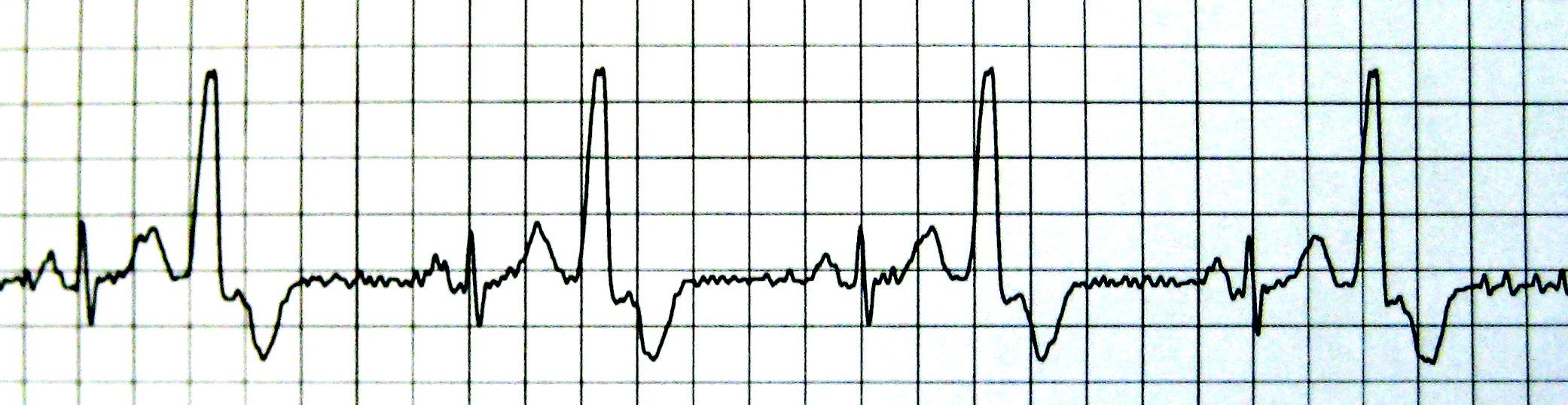
Bigeminismo ventricolare

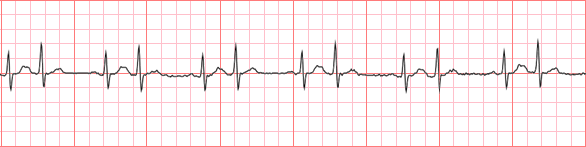
Bigeminismo sopraventricolare

Per esempio un battito sinusale è seguito a breve da una extrasistole ventricolare, poi seguita da una pausa. Successivamente ritorna il battito sinusale solo per essere seguito di nuovo da un'altra extrasistole ventricolare..

## Eziologia
Dopo ogni extrasistole ventricolare vi è una pausa, che può condurre allo sviluppo di bigeminismo: il fronte d'onda spesso incontra il nodo atrio-ventricolare refrattario, che quindi non può condurre il fronte d'onda in senso retrogrado. Perciò l'atrio non viene depolarizzato e il nodo del seno non viene resettato. Dal momento che l'intervallo tra onda P e l'extrasistole ventricolare è inferiore al normale intervallo P-P, l'intervallo tra l'extrasistole e la successiva onda P è prolungato in modo da eguagliare l'intervallo di tempo che interviene tra due intervalli P-P. L'intervallo tra extrasistole e successiva onda P viene chiamato per questo pausa “compensatoria”.
La pausa dopo l'extrasistole ventricolare conduce a un tempo di recupero più lungo che è associato ad una più elevata probabilità che il miocardio si trovi in differenti stadi della ripolarizzazione. Questo consente la formazione del circuito di rientro e prepara il ventricolo alla formazione di una nuova extrasistole dopo il successivo battito sinusale. L'intervallo costante tra il battito sinusale e l'extrasistole ventricolare suggerisce un meccanismo da rientro piuttosto che un'origine da automatismo spontaneo del ventricolo.
Il bigeminismo può anche essere di origine atriale o sopraventricolare, ma alle extrasistoli atriali non consegue una pausa compensatoria dal momento che esse resettano il nodo del seno. Se le extrasistoli atriali sono molto premature (cioè compaiono molto precocemente rispetto al battito sinusale precedente), il fronte d'onda può incontrare il nodo atrio-ventricolare in fase di refrattarietà e non viene condotto in ventricolo (extrasistole atriale bloccata). Ciò può essere confuso erroeneamente con una bradicardia sinusale, soprattutto se l'onda P extrasistolica è mascherata nell'onda T precedente, perché in ogni caso l'extrasistole atriale resetta comunque il nodo del seno e determina un intervallo P-P lungo.

## Regola del bigeminismo
Quando il ritmo atriale è irregolare (come nella fibrillazione atriale o nell'aritmia sinusale) la presenza del bigeminismo dipende dalla lunghezza degli intervalli P-P e si presenta più di frequente con un intervallo più lungo. Come succede per le pause post-extasistoliche ventricolari, un intervallo P-P più lungo si associa a maggiore probabilità di creare un circuito di rientro e perciò a ulteriori extrasistoli.
Il termine “regola del bigeminismo” è usato per riferirsi alla dipendenza del bigeminismo dalla lunghezza del ciclo ventricolare nei casi in cui il ritmo di base è irregolare.

## Classificazione
La sequenza dei battiti extrasistolici si classifica in base al tipo di ritmo risultante:
- Bigeminismo se vi è una extrasistole dopo ogni battito sinusale
- Trigeminismo se vi è un'extrasistole dopo ogni due battiti sinusali
- Quadrigeminismo se vi è un'extasistole dopo ogni tre battiti sinusali

Nel loro insieme i tre tipi di sequenze aritmiche sono indicati col termine di Alloaritmie.
Il bigeminismo deve essere distinto dalla sequenza di due o più extrasistoli successive: se due extrasistoli si succedono immediatamente una dopo l'altra si parla di coppia (se le extrasistoli sono ventricolari rientrano nella classe IV A della classificazione di Lown, se tre extrasistoli si succedono una dopo l'altra si parla di tripletta (se sono ventricolari sono considerate un breve run di Tachicardia ventricolare non sostenuta e rientrano nella classe IV B della classificazione di Lown).

## Trattamento
In persone senza cardiopatia sottostante e senza sintomi o conseguenza emodinamiche, il bigeminismo non richiede terapia. In caso di presenza di disturbi soggettivi i farmaci di prima scelta per sopprimere le extrasistoli sono i beta bloccanti; possono essere utili anche i Calcio-antagonisti come il Verapamil. 
Gli antiaritmici di classe I e III sono in genere evitati per il loro potenziale proaritmico (possono essere essi stessi causa di aritmie).
In caso di presenza di una cardiopatia o di cause secondarie, come ad esempio una malattia della tiroide, il trattamento è orientato alla causa.
Nel caso il bigeminismo sia molto prolungato può avere conseguenze sull'adattamento dell'emodinamica all'attività fisica, provocando astenia, dispnea da sforzo, scarso adattamento funzionale. Infatti la gittata cardiaca (volume di sangue espulso ad ogni contrazione del ventricolo) conseguente al battito anticipato è inferiore alla norma: di conseguenza diminuisce la gittata sistolica (volume di sangue espulso complessivamente in un minuto) e si riduce l'adattamento della stessa gittata sistolica quando aumentano le richieste metaboliche, come durante lo sforzo fisico. In questo caso è necessario trattare il bigeminismo prolungato, anche con metodiche invasive come l'ablazione.